# Конвой №4514
Конвой № 4514 — японський конвой часів Другої світової війни, проведення якого відбувалось у травні 1943-го.
Вихідним пунктом конвою був атол Трук у центральній частині Каролінських островів, де ще до війни створили потужну базу японського ВМФ, з якої до лютого 1944-го провадились операції в цілому ряді архіпелагів. Пунктом призначення стала Токійська затока, порти якої під час війни перетворили на базові логістики Труку.
До конвою увійшли транспорти «Фуджікава-Мару», «Чіхая-Мару» (Chihaya Maru) та «Хакусан-Мару», тоді як ескорт забезпечували есмінець «Інадзума» і торпедний човен «Оторі».
Загін вийшов у море 14 травня 1943-го і невдовзі після цього «Фуджікава-Мару» став ціллю невдалої торпедної атаки. Втім, у підсумку конвою № 4514 вдалось успішно подолати підходи до Труку, райони поблизу від Маріанських островів, островів Огасавара та біля східного узбережжя Японського архіпелагу, де традиційно діяли американські підводні човни, і 20 травня він без втрат досягнув Татеями.